# フィセチン
フィセチン（fisetin）は、ポリフェノール類のフラボノイド群に属する構造的に特徴のある化学物質であるフラボノールの一種である。多くの植物に含まれており、色素剤として作用している。フィセチンの化学式はオーストリアの化学者Josef Herzigによって1891年に初めて明らかにされた。
フィセチンは、Acacia greggii、Acacia berlandieri、ハグマノキの黄色色素、ハナモツヤクノキ、アメリカサイカチ（ハニーローカスト）、Quebracho colorado、ヌルデ属植物、アラスカヒノキといった様々な植物に含まれている。イチゴにはフィセチンが豊富に含まれている。

## 生物活性
フィセチンは、サーチュインを制御する強力なサーチュイン活性化化合物 (STAC) である。したがって、フィセチンは、出芽酵母、線虫 C. elegans、キイロショウジョウバエといったモデル生物において加齢効果を緩和することができる薬剤であるカロリー制限ミメティック候補である。こういった効果がヒトでも再現されるかは現在明らかになっておらず、科学的研究および論争の的となっている。
老化における効果は別として、様々なin vitroにおける研究によってフィセチンが異なる複数の培養細胞株において抗炎症、抗発がん作用を示すことが明らかにされている。しかしながら、in vitro実験は体内においてフィセチンが受ける代謝をほとんどあるいは全く反映していないため、in vivoにおけるフィセチンの実際の効果を正確に反映していない可能性がある。
構造的に類縁のフラボノールであるクェルセチンといった多くのその他のフラボノイドと同様に、フィセチンは強力な抗酸化物質である。フィセチンの抗酸化活性はその構造特性やある細胞シグナル伝達経路、特にプロテインキナーゼおよび脂質キナーゼ経路を制御する活性に因ると考えられている。例えば、フィセチンは転写因子Nrf2を誘導し、いくつかの防御および抗酸化遺伝子の発現を増強させることが明らかにされている。
ソーク研究所での研究では、フィセチンが記憶力を改善し、アルツハイマー病の発病から脳を保護する可能性や、糖尿病による腎障害の低減に有効である可能性が示されている。

## 副作用
その他のフラボノイドの中でフィセチンは強力なトポイソメラーゼ阻害剤であることが明らかになっている。この作用は、抗発がん効果ならびに発がん効果の両方の原因となる可能性がある。フィセンチンは、（稀な）小児白血病のリスクを増加させる疑いが持たれている。